# 安条克的玛丽

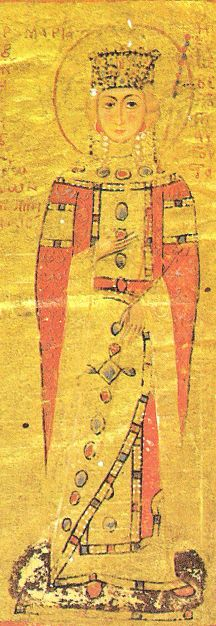
安条克的玛丽

安条克的玛丽（1145年—1182年9月）是拜占庭皇帝曼努埃尔一世的第二任皇后，生于叙利亚的安条克。又在曼努埃尔一世死后于1180—1182年间担任儿子阿历克塞二世的摄政母后。

## 早年
安条克的玛丽生于1145年，是安条克女亲王康斯坦丝和第一任丈夫共治亲王普瓦捷的雷蒙的女儿。1160年，玛丽的继父沙蒂永的雷纳德被阿勒颇统治者也是努尔丁的盟友马杰·阿尔丁俘虏。她的母亲为自己宣称安条克公国，但贵族们支持她的儿子，玛丽的弟弟博希蒙德三世。耶路撒冷国王鲍德温三世任命博希蒙德三世为亲王，并任命富有而世俗的安条克拉丁牧首也是雷纳德的老对手利摩日的埃梅里为摄政。康斯坦丝在君士坦丁堡向安条克的名义领主拜占庭皇帝曼努埃尔一世的朝廷抗议这一决定。

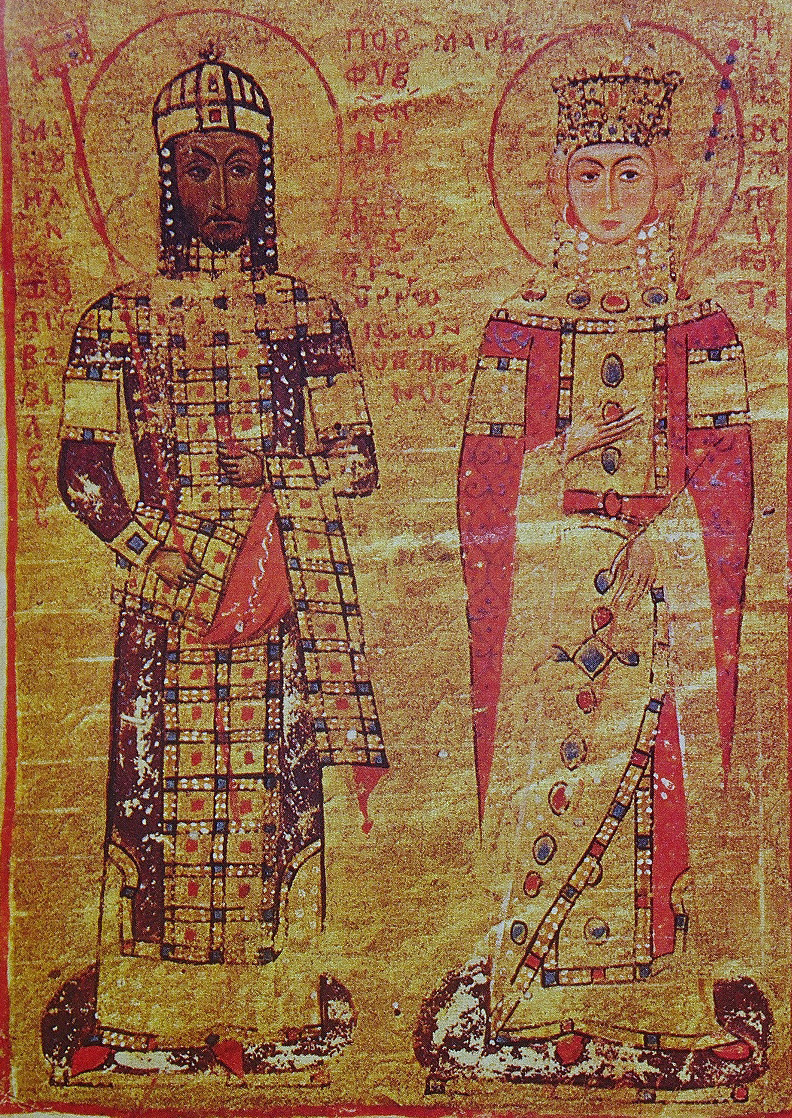
安条克的玛丽与曼努埃尔一世·科穆宁的手稿微型版，梵蒂冈图书馆，罗马

1159年末，曼努埃尔的妻子伊琳娜皇后（本名苏尔兹巴赫的伯莎）驾崩。曼努埃尔想续娶一位来自十字军国家的公主。约翰·孔托斯特法诺斯、主要翻译西奥菲拉克特和瓦良格卫队长巴西尔·卡马特罗斯被派往耶路撒冷寻找新妻子，安条克的玛丽公主和的黎波里的梅利桑德公主即的黎波里伯爵雷蒙二世和耶路撒冷的霍迪尔纳的女儿被提名为候选人。两人都以美丽著称，但据约翰·金纳莫斯说，玛丽是两人中更美丽的；这位公主的高挑与金发清楚地表明了她的诺曼血统。鲍德温三世国王建议梅利桑德和她的弟弟的黎波里伯爵雷蒙三世开始收集一大笔嫁妆，其中包括霍迪尔纳和梅利桑德的同名者、她的姨母梅桑森德女王的礼物。大使们不满意，将婚礼推迟了一年多；他们显然听到了关于霍迪尔纳不忠及相应的梅利桑德身份合法的可能性的谣言。于是，曼努埃尔选择了玛丽。雷蒙伯爵遭到侮辱，作为报复，他袭击了拜占庭治下的塞浦路斯。
与此同时，由阿历克塞·布莱恩尼奥斯·科穆宁和君士坦丁堡市长约翰·卡马特罗斯率领的帝国大使团来到安条克谈判这桩婚姻。1161年9月，玛丽从圣西缅港出发前往君士坦丁堡，并于12月24日在阿亚索菲亚举行了婚礼。三位牧首主持了婚礼：君士坦丁堡普世牧首卢克·克里索贝格斯；正教會亞歷山大宗主教索夫罗尼奥斯；安条克的希腊牧首阿塔纳修斯一世。人们用盛宴、给教堂的礼物和在竞技场为人们举行的战车比赛来庆祝这场婚姻。这加强了安条克与拜占庭帝国的联系。这场婚姻也加强了玛丽的母亲时任安条克摄政康斯坦丝的地位。根据尼基塔斯·霍尼亚提斯的记载，玛丽
“……就像爱笑的金色阿芙罗狄忒，白皙手臂和牛眼的赫拉，长颈和美丽脚踝的因其美丽而被古人奉为神的海伦，以及所有其他美丽的、其美貌都保存在杰出的书籍和历史中的美人。”
玛丽一开始一直无子女，1166年流产一子，这被她的丈夫和人民视为一场悲剧。1169年，她终于生下了唯一嫡子阿历克塞，也就是未来皇帝阿历克塞二世。霍尼亚提斯描述了皇帝如何减轻妻子的阵痛。
玛丽在君士坦丁堡的政治和外交生活中发挥了作用。母语是法语的她能够观察到法庭翻译亚伦·伊萨基奥斯的两面派作为——他悄悄地建议西方人不必太回报皇帝的恩惠。结果，曼努埃尔令亚伦致盲。

## 晚年

### 摄政
1180年，曼努埃尔一世驾崩，遗命玛丽摄政，但要她进入修道院剃发出家且不再嫁。玛丽组建了包括牧首狄奥多西·博拉迪奥特斯的12人的摄政委员会。这是曼努埃尔意图防止玛丽再嫁危及阿历克塞的皇位。曼努埃尔死后，玛丽官方以克赛尼（ξένη，意为“外国人”）的名字出家为修女。作为皇太后，她的地位高于牧首。她的新名字可能象征着她在拜占庭的孤独感。但事实上，她仍然住在宫中为儿子摄政，仅仅为了体现修道生活而换下了凤袍；也有很多求婚者，他们穿着精美的衣服，戴着项链，“像婴儿一样用香油擦拭自己”，并为吸引她的眼球而做了卷发。她迟迟不给小皇帝加冕，并用自己的魅力赢得官员和朝臣的支持。世俗的塞萨洛尼卡大主教尤斯塔修斯称她故意利用自己的魅力，同时假装将其隐藏在自己的修道习惯背后：“她是一个在爱情方面成熟的女人，尽管她声称要隐藏这些魅力，但她用一团黑色的衣服以精神的方式掩盖她的魅力的阳光。”最后她因不受欢迎而邀请了无能的内侄也是前耶路撒冷王后玛丽亚的叔父，首席显贵（名义上的皇族族长）、大司库阿历克塞·科穆宁（与皇帝同名）为顾问和情人，任命为宰相、首相，引发了希腊民众认为的丑闻。阿历克塞除了出身皇室以外，似乎毫无可取之处。尼基塔斯·霍尼亚提斯形容他为一个没有男子气概的“娘娘腔的笨蛋”，每天都浪费大部分时间睡觉，更糟糕的是，他腐败、自我放纵、无能，利用玛丽皇太后的美丽和魅力“作为一种高级防御……或一种不可抗拒的抚慰”。但玛丽迷恋他，因而忽视了阿历克塞二世的教育，允许她年幼的儿子把所有的时间都花在狩猎和参加战车比赛上。阿历克塞显然行使了相当大的权力，正如霍尼亚提斯所写，“相信自己的力量和对皇后的巨大影响”，大权独揽；所有收入都被他和太后所得。很快开始流传阿历克塞计划取代年轻的皇帝，并像霍尼亚提斯所说的那样“登上母亲的床并即位。”
玛丽皇太后的摄政政权也被普遍认为无能：匈牙利国王贝拉三世从帝国手中夺取了北部达尔马提亚、波斯尼亚和扎拉，塞尔维亚领主斯特凡·尼曼雅一世宣布不承认拜占庭的宗主权，然而，皇太后和阿历克塞都没有做出有效回应的迹象。作为一个偏爱意大利商人的西方人，她也遭到希腊人的反对。霍尼亚提斯和同时代人尤斯塔修斯、提尔的威廉都称，她和阿历克塞发现自己越来越不受欢迎后，转而向君士坦丁堡的众多拉丁居民和拉丁雇佣军寻求支持，继续甚至强化曼努埃尔的亲拉丁政策。反对派的领导者为与玛丽皇太后的继女玛丽亚长公主及其丈夫雷尼埃，尽管雷尼埃原本也是拉丁人，他们在对抗皇太后时也招募了拉丁雇佣军。为了对抗继母，玛丽亚曾寻求私生兄弟阿历克塞（与皇帝同名）的支持。她可能认为自己作为曼努埃尔一世最年长的子女应该是王位继承人；她与继母玛丽太后年龄相当。且玛丽亚长公主曾以为自己可以嫁给贝拉三世而成为王后，结果贝拉却娶了玛丽太后的异母妹妹阿格妮丝。
玛丽亚长公主夫妇获得了牧首狄奥多西一世的支持，以阿亚索菲亚为基地。玛丽皇太后和阿历克塞以阿历克塞二世的名义警告玛丽长公主将对她进行强行驱逐。君士坦丁堡民众公开支持长公主而谴责阿历克塞和皇太后，因而发生了街头内战。阿历克塞记恨狄奥多西一世向叛军提供援助和庇护，将其囚禁在基督全见修道院，在摄政皇太后和其他皇室成员的干预下，狄奥多西一世才免于被罢免，阿历克塞也被迫同意恢复其职务。后来因为狄奥多西一世介入请求皇太后停战，双方和解并解散了军队，玛丽亚长公主夫妇及其党羽获得赦免并回宫面见皇太后和阿历克塞以示和解。尽管故意没有采取措施镇压叛军，但皇太后的名声更糟了；无论她的仁慈多么真诚，她的继女的反抗只会加剧对她的政权和都城西方人的仇恨。
曼努埃尔一世被放逐的堂兄弟本都总督安德洛尼卡也写信给阿历克塞二世和狄奥多西一世等人，哀叹阿历克塞篡夺了年轻皇帝的权利及其据称的与摄政皇太后的不当关系。
1182年，在玛丽亚长公主邀请下，安德洛尼卡进军君士坦丁堡。安德洛尼卡的军队虽然逐渐壮大，但远不占优，且因为没有船只，无法通过朝廷舰队把守的博斯普鲁斯海峡。阿历克塞意图讲和，许诺对其赦免、任以高官，但安德洛尼卡拒绝了，坚持要求阿历克塞退隐并为自己的行政负责、将皇太后关进一家修道院。市民称赞安德洛尼卡是救世主，贵族和教士纷纷投靠，皇太后和阿历克塞已经有限的支持持续流失。最后海军司令安德洛尼卡·孔托斯特法诺斯大公倒戈，阿历克塞政权垮台。提尔的威廉称，阿历克塞因为私通太后而被切除生殖器。
玛丽可能也遇到了财政问题，她计划的修道院并未建成。

### 遇害
安德洛尼卡进京后，向阿历克塞二世深切致敬，却对皇太后很敷衍，表现出了自己的敌意。他想夺权的障碍只剩下皇太后和阿历克塞二世16岁以前由皇太后领导政府的敕令。他称皇太后危害国家、反对皇帝，威胁要离开。为了为篡位扫清障碍，他毒杀了玛丽亚长公主和雷尼埃。他诱导民众以私刑处决威胁狄奥多西，迫使他书面同意将太后逐出皇宫。
安德洛尼卡纵容市民大杀拉丁人，主要是威尼斯和热那亚的商人，这些拉丁人或被杀或被奴役，其中无疑有很多是玛丽皇太后的熟人。
安德洛尼卡自称是要让阿历克塞二世脱离玛丽皇太后等人的“不良指导”，他知道玛丽在君士坦丁堡名声不好，为了让自己获得支持，他冷待玛丽。他首先将玛丽软禁在位于土地墙北端外的菲洛帕提翁宫。下半年，他逐渐加紧了对这位皇太后的监禁条件。他要求三名法官德米特里厄斯·托尼克斯、莱昂·蒙塔里奥特斯和君士坦丁·帕雷纳斯以叛国罪起诉她。当他们起初试图确保小皇帝批准时，安德洛尼卡称他们为阿历克塞的支持者，他们几乎被民众私刑处死。这表明玛丽皇太后至少在法律和秩序体系上仍然不是没有支持者。此外，包括早些时候叛逃支持安德洛尼卡的安德洛尼卡·孔托斯特法努斯以及邮传大臣巴西尔·卡马特鲁斯都卷入了反对安德洛尼卡的阴谋，也吸引了许多支持者。然而民众仍然强烈反对皇太后。
玛丽亚长公主和雷尼埃的死增加了玛丽的恐惧。她的妹夫贝拉三世当时正在劫掠贝尔格莱德周边。他幼时曾在拜占庭宫廷生活过，玛丽因此与他相识，于是致信求助，建议他继续劫掠布蘭尼切夫和贝尔格莱德以分散安德洛尼卡的注意力，但信件被安德洛尼卡的手下截获。此事成了指控她叛国的理由，她被带到君士坦丁堡金门附近圣狄俄墨得斯修道院附近一座狭窄的地牢，被卫兵嘲笑辱骂，受到虐待，又饥又渴，一个刽子手拿着开刃的刀在她右边吓唬她。安德洛尼卡请求三名法官和他的手下组成的法庭判她有叛国罪，最后玛丽被判叛国罪，法官们高喊她必须死。8月，安德洛尼卡逼迫阿历克塞二世签署命令处决自己的亲生母后，并派自己的长子曼努埃尔和妻弟至尊者乔治去执行；但他们都不同意处决皇后，甚至还认为她无辜，玛丽的死刑也因此被推迟。这可能也成为后来安德洛尼卡登基后没有立曼努埃尔为储君的原因之一。狄奥多西也辞职以示抗议。安德洛尼卡只能寻找其他乐于处死玛丽的手下。根据尼基塔斯·霍尼亚提斯的记载，玛丽数日后于9月被卫兵康斯坦丁·特里普西科斯和宦官普特里杰奥尼特斯绞死，埋在附近海滩上一个没有标记的坟墓里。
大概是因为她的死亡被保密，她死亡的其他版本流传开来，比如她被绑在麻袋里淹死了。安德洛尼卡自己加冕为共治皇帝安德洛尼卡一世，阿历克塞二世也很快被谋杀，安德洛尼卡一世完全控制了帝国。他脚踢阿历克塞二世的尸体，嘲讽曼努埃尔一世是个骗子、玛丽是个出名的荡妇。不久之后，他还污损或毁坏了君士坦丁堡内玛丽的大部分肖像，并将她画成满脸皱纹的老妇人。